# 维拉尔-桑特诺日
维拉尔-桑特诺日（法語：Villars-Santenoge，法語發音：[vilaʁ sɑ̃tnɔʒ]）是法国上马恩省的一个市镇，属于朗格勒区。该市镇于1972年由原市镇维拉尔蒙鲁瓦耶（Villars-Montroyer）和桑特诺日（Santenoge）合并而成。

## 地理
维拉尔-桑特诺日（47°44'23"N, 4°59'31"E）面积19.95 平方千米，位于法国大東部大區上马恩省，该省份为法国东北部内陆省份，北起马恩省和默兹省，西接奥布省，西南接科多尔省，东南接上索恩省，东临孚日省。
与维拉尔-桑特诺日接壤的市镇（或旧市镇、城区）包括：比尔莱唐普利耶、绍热、欧布里沃、瓦尔代蒂莱、下科尔米耶、上科尔米耶、潘斯诺、潘松莱格朗塞、维韦。

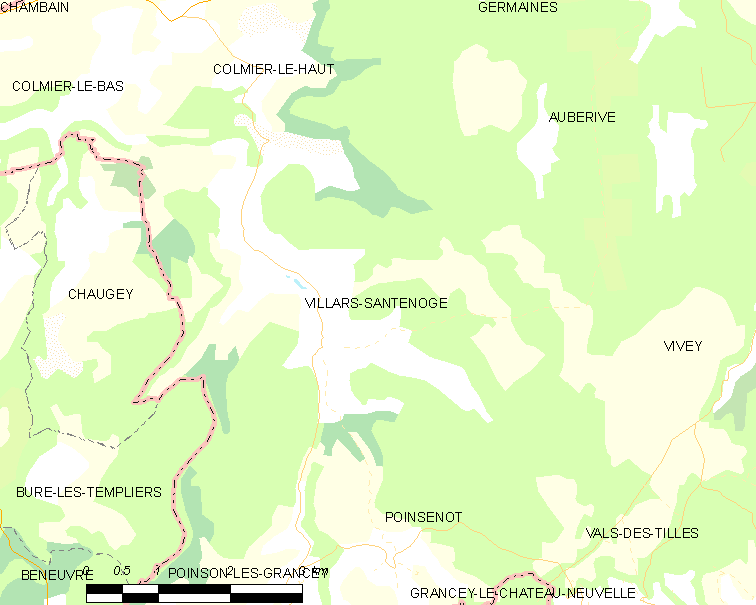
维拉尔-桑特诺日的OSM定位图

维拉尔-桑特诺日的时区为UTC+01:00、UTC+02:00（夏令时）。

## 行政
维拉尔-桑特诺日的邮政编码为52160，INSEE市镇编码为52526。

## 政治
维拉尔-桑特诺日所属的省级选区为维勒居西安勒拉克县。

## 人口

1962-2008年间维拉尔-桑特诺日人口变化图示

维拉尔-桑特诺日于2022年1月1日时的人口数量为79人。